# Silnice III/0356
Silnice III/0356 je silnice III. třídy na území obce Višňová v okrese Liberec ve Frýdlantském výběžku. Začíná na křižovatce jihovýchodně od železniční stanice Višňová, kde odbočuje východním směrem ze silnice III/0353. Pokračuje jihovýchodním směrem až do osady Předlánce, kde z ní na východ odbočuje silnice III/0358. Z křižovatky komunikace silnice III/0356 pokračuje jižním směrem a na konci osady Předlánce se stáčí k jihozápadu. Na nechráněném železničním přejezdu překračuje železniční trať číslo 037 spojující Liberec s Černousy, respektive polským městem Zawidów. Za přejezdem následuje obec Višňová s křižovatkou s komunikací III/0353 a následně pokračuje jihozápadním směrem asi stometrovým peážním úsekem, kde jsou obě silnice vedeny po jedné komunikaci. Tato etapa končí na křižovatce u domu čp. 151. Z této křižovatky silnice III/0353 pokračuje dále k jihu, zatímco silnice III/0356 postupuje dále k západu sledujíce Višňovský potok, až dosáhne česko-polské státní hranice, kde je ukončena. Na polské straně následně pokračuje lesní cestou až k obci Wigancice Zytawskie.